# Крапива узколистная
Крапива узколистная или крапива двудомная узколистная (лат. Urtica angustifolia) — травянистое растение рода Крапива (Urtica) семейства Крапивные (Urticaceae).

## Описание
Травы многолетние, двудомные. 
Корневища деревянистые, столононосные. 
Стебли ветвистые или простые, 40–150 см высотой; стебли, черешки и обе поверхности листовой пластинки редко опушены и вооружены стрекательными волосками. 
Прилистники свободные, линейные, 6–12 мм длиной; черешок короткий, 0,5–2 см; листовая пластинка продолговато-ланцетная до яйцевидно-ланцетной, реже линейная или яйцевидная, 4-15 × 1-3,5 (-5,5) см, часто травянистая, 3-жилковая, боковые базальные жилки параллельны средней жилке в середине пластинки, с 2 вторичными жилками. или по 3 с каждой стороны, адаксиальная поверхность часто шероховатая, основание округлое, реже неглубоко сердцевидное, край грубо 9-15(-19)-зубчатый или зазубренный, зубцы сужены или загнуты на концах, реснитчатые, вершина длинно заостренная или острая; цистолиты часто точечные.
Соцветия метельчатые, иногда с немногочисленными, короткими ветвевидными кистями, 2–8 см.
- Мужские цветки в бутонах ок. 2 мм, доли околоцветника сросшиеся на 1/2 длины, опушенные.
- Женские цветки: доли околоцветника сросшиеся у основания, дорсо-вентральные доли эллиптически-яйцевидные, ок. 1 мм, редко щетинковидные или почти голые, боковые лопасти узко обратнояйцевидные, составляют 1/2 длины дорсальных.

Семянки коричневато-серые, яйцевидные или широкояйцевидные, слегка сжатые, 0,8–1 мм в диаметре, гладкие или слабо бородавчатые, покрытые стойкими долями околоцветника.
Цветение июнь-август, плодоношение август-октябрь.

### Отличия от других видов
Этот вид похож на крапиву двудомную (Urtica dioica) тем, что имеет раздельнополые растения, метельчатые соцветия и сходные черты прилистников и семянок; однако он отличается более редкими жгучими волосками, более узкими листьями с закругленным основанием и гораздо более короткими черешками. Таксоны могут быть либо сестринскими видами, либо U. angustifolia может быть восточным географическим викариантом U. dioica.

## Ареал и места произрастания
Ареал: Китай, Япония, Корея, Монголия, Россия (Дальний Восток, Сибирь, Камчатка). Есть и в северной части Китая, произрастает в провинциях: Хэбэй, Хэйлунцзян, Цзилинь, Ляонин, Внутренняя Монголия, Шаньдун, Шаньси.
Растет в лесах и прирусловых кустарниках, по ключам, берегам рек, оврагам, сорным местам, па каменистых склонах и на окраинах болот, у скал и россыпей в бассейне Оки, Ангары в Саянах, в Бурятии и в юго-восточных и южных районах Читинской области. 

## Применение
Этот вид крапивы в народе практически не отличают от крапивы двудомной (Urtica dioica L.) и собирают наравне с последней. Химический, состав, вероятно, идентичен или очень близок к крапиве двудомной. Применяется с теми же целями, что и основной вид.